# NGC 369
NGC 369 is een balkspiraalstelsel in het sterrenbeeld Walvis. Het hemelobject ligt ongeveer 260 miljoen lichtjaar van de Aarde verwijderd en werd in 1886 ontdekt door de Amerikaanse astronoom Francis Preserved Leavenworth.

## Synoniemen
- PGC 3856
- ESO 541-17
- MCG -3-3-22